# Floy Agnes Lee
Floy Agnes "Aggie" (Naranjo Stroud) Lee byla bioložka, která pracovala na projektu Manhattan v Los Alamos jako specialistka v hematologii.

## Dětství a mládí
Narodila se jako Floy Agnes Naranjo 23. července 1922 v Albuquerque jako čtvrtá z pěti sourozenců. Její matka byla učitelka z Indiany, která cestovala po USA a učila na různých školách. Otec byl příslušník indiánského kmene Santa Clara Pueblo. Lee chodila nejprve do školy Albuquerque Indian School, ale rodiče ji později poslali do katolické školy St. Mary's. Poté absolvovala střední školu v Albuquerque a v roce 1945 promovala na univerzitě v Novém Mexiku (UNM) a získala bakalářský titul v biologii.
Než se Lee dala na vědeckou kariéru, chtěla se stát členkou organizace Women's Airforce Service Pilots (tj. Ženy pilotky v letectvu) neboli WASP. Během vysokoškého studia se naučila řídit letadlo a na hodiny létání si vydělávala prací v obchodě s potravinami.
V roce 1945 pracovala Lee u profesora Edwarda Castettera na výzkumných projektech biologického oddělení UNM. Castetterovi zavolali z Los Alamos, že hledají studenta biologie nebo absolventa pro práci v hematologické laboratoři.

## Projekt Manhattan
Lee nabízené místo v hematologické laboratoři v Los Alamos přijala. Odebírala a zkoumala vzorky krve od vědců z Manhattanského projektu. Pracovala s konkrétními vědci, včetně J. Roberta Oppenheimera a Enrica Fermiho. Lee a Fermi se během této doby stali dobrými přáteli.

## Poválečná kariéra
Po druhé světové válce pracovala Lee v Argonne National Laboratory a věnovala se postgraduálnímu studiu na Chicagské univerzitě. Poté, co její manžel zemřel na rakovinu, musela svůj čas dělit mezi studium, práci v laboratoři a výchovu své malé dcery Patricie. Po 14 letech nakonec získala doktorát v oboru zoologie. Později pracovala v Jet Propulsion Lab v Kalifornii a před odchodem do důchodu se vrátila k práci v Los Alamos National Laboratory. Ve svém výzkumu se zaměřila na radiační biologii a cytogeniku, specializovala se na výzkum rakoviny a analýzu chromozomů. V 60. letech 20. století byla Lee průkopnicí metody počítačové analýzy chromozomů.
Byla členkou mnoha vědeckých společností, např. zakládající členkou American Indian Science and Engineering Society, jedním z prvních členů Asociace pro tkáňové kultury a členkou Mezinárodní společnosti pro buněčnou biologii.
Byla třikrát vdaná, ale všichni její manželé zemřeli dřív než ona. Lee zemřela v roce 2018 ve věku 95 let.